# Spirit of the Night
A Spirit of the Night (magyarul: Az éjszaka szelleme) a San Marinó-i Valentina Monetta és az amerikai Jimmie Wilson dala, mellyel San Marinót képviselték a 2017-es Eurovíziós Dalfesztiválon, Kijevben. A dal belső kiválasztás során nyerte el az eurovíziós indulás jogát.

## Eurovíziós Dalfesztivál
A dalt az Eurovíziós Dalfesztiválon a május 11-i második elődöntőben adták elő, fellépési sorrendben tízedikként az Írországot képviselő Brendan Murray Dying to Try című dala után és a Horvátországot képviselő Jacques Houdek My Friend című dala előtt. Az elődöntőben a tizennyolcadik, utolsó helyen végeztek, így nem jutottak tovább a május 13-i döntőbe. Ez volt sorozatban a harmadik alkalom, hogy a San Marinót képviselő dal nem jutott tovább a dalfesztivál döntőjébe.
A következő San Marinó-i induló Jessika és Jenifer Brening Who We Are című dala volt a 2018-as Eurovíziós Dalfesztiválon.